# Égide

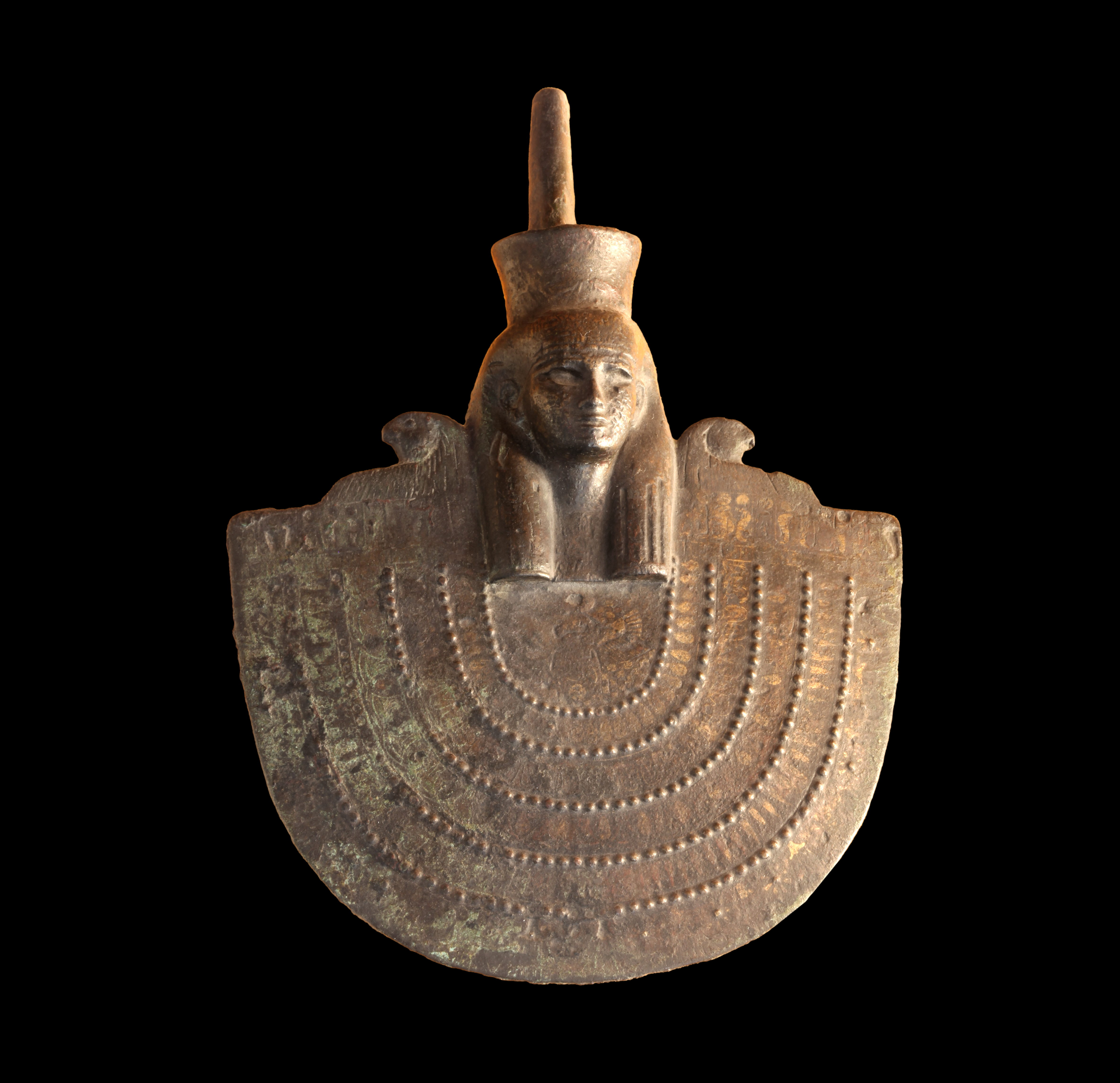
Representação da Égide, exposta no museu de Belas Artes de Lyon

A Égide (em grego: Αιγίς; romaniz.: Aegis) era, na mitologia grega, o escudo mágico que Zeus utilizou em sua luta contra os titãs, e que lhe dava grande defesa pessoal. A Égide tinha uma figura gorgônica em relevo, que a tornava amedrontadora para seus inimigos.
A Égide foi feita por Hefesto. Em outras versões, Égide é uma armadura confeccionada pelo próprio Zeus com a pele da cabra Aix.
Zeus cedeu a Égide à sua filha Atena, que o revestiu com a pele da Medusa, morta por Perseu.
Qualquer façanha conduzida sob a égide de alguém implica que ela foi realizada sob seu poder, proteção, e com seu acordo.
Na terminologia jurídica, égide representa a proteção de um bem ou determinados direitos. Por exemplo, diz-se que o direito à saúde está sob a égide da constituição ou que "meu filho esta sob minha égide".
Dentro do universo das histórias em quadrinhos da DC Comics, os braceletes da Mulher Maravilha são feitos de pedaços da Égide.